# Château du Petit Perron
Le château du Petit Perron, aussi appelé maison des champs des Gondi est un château situé sur la commune de Oullins-Pierre-Bénite, dans la métropole de Lyon, en contrebas du château du Grand Perron, dont il partagea un temps l’histoire.

## Histoire
L’existence de terres et biens est attestée au Perron dès la fin du XIIe siècle. D’après Pitiot, Guillaume Rufus, chanoine de l’Église de Lyon aurait ainsi été en possession  d’une maison de campagne dite « du Perron », sur la paroisse d’Oullins dans les années 1187-1190. En 1220, cet édifice est désigné sous le terme de « grange », ou autrement dit, une habitation entourée de jardins ou de terres.
Dans les années 1520-1530, le hameau du Perron comporte plusieurs types d’habitations, principalement à vocation agricole, dominées historiquement, géographiquement et socialement par la ruine de la maison seigneuriale du Perron. Le Petit Perron sera constitué après 1520, date d'achat du domaine du Perron par Antoine Gondi, marchand d'origine florentine et ne sera nommé ainsi qu'à sa vente à Guillaume de Balmes, en 1609.
Certains auteurs attribuent, par erreur, à Jean Camus, marchand épicier originaire d’Auxonne l'édification du Petit Perron. Dans la proximité d'Antoine Gondi à côté duquel il habite à Lyon, tous deux échevins et épiciers, ils sont aussi voisins sur le territoire du Perron où tous deux achètent des terres. Jean Camus achète en 1530 une maison haute moyenne et basse sur le territoire du Perron. (Acte d'achat 2E253 aux archives départementales de l'Isère). Cette maison et les terres contiguës sont situées bien plus bas, le long du chemin allant de St Genis Laval au port du noyer sur le Rhône. Ils sont situés à l'angle de ce chemin et de celui tendant au moulin du sieur de Charly sur la rivière la Mouche.
Antoine Gondi, d'origine florentine, avec sa femme Marie-Catherine de Pierrevive, qu'il a épousée en 1516, acquiert le domaine du Perron, contenant la ruine seigneuriale, en contrebas de celle-ci des bâtiments formant un hameau, et un grand nombre de terres, vignes, bois, prés, garennes. A partir de ces bâtiments séparés, A. Gondi et M-C Pierrevive constituent ce qui ne s'appelle pas encore le Petit Perron en les reliant et les unifient par une façade à trois galeries d'un style toscan affirmé. Ils installent des jardins organisés en deux terrasses.
Après cette première entreprise, qui est une réussite, ils bâtissent ce qui s'appellera le Grand Perron sur le site de la ruine. Ils dotent ce beau bâtiment qui épouse l'arrondi du chemin et les dénivelés du terrain d'une façade sur le chemin et d'une autre sur la cour et le jardin. Cette dernière est agrémentée au rez de chaussée d'une galerie de quatre arcades sur colonnes surmontées de deux autres galeries, ensemble qui rappelle la structure de la façade du Petit Perron. Jean-François Grange-Chavanis en a fait une description précise et argumentée dans Philibert De l'Orme Lyonnais . 
La salle de réception principale, dite salle des princes, a été équipée d'une superbe cheminée monumentale, hélas reléguée à présent dans les sous-sols. Ouvrages d'artistes adroits et doués, les arcades et la cheminée sont deux des chefs d’œuvres que contenait le Grand Perron. Le bâtiment bénéficie d'une façade  d'orientation sud avec de nombreuses ouvertures à meneaux, et d'une façade nord-ouest avec cour et jardin. 
Marie Catherine de Pierrevive, appelée auprès de Catherine de Médicis, rejoint Paris vers 1544. Antoine Gondi reste à Lyon et vend le domaine du Perron en entier, les deux châteaux et les terres à son cousin Albisse Del Bene en 1555. Celui-ci y recevra le roi et la cour.  
Jean Camus décède en juillet 1568. Antoine Camus, fils de Jean, achète en 1574 un autre corps de bâtiment proche de celui acheté par son père, ce qui lui permet de compléter cette maison par une seconde voisine. 
En 1575, Antoine Camus achète auprès de Pierre d’Epinac, archevêque de Lyon, les cens, servis, et justice du fief du Perron pour la somme de 3000 livres. 
Antoine Camus rachète le domaine du Perron à Albisse Del Bene le 23 février 1582 (Archives départementales du Rhône et de la métropole de Lyon. Archives de la charité B 180 11). 
En 1609, la famille Camus sépare le Petit Perron du domaine du Perron et le vend à Guillaume de Balmes, secrétaire du roi en la chancellerie du Dauphiné, qui a épousé Anne de Sèves en 1608. C'est dans l'acte de vente que pour la première fois le Petit Perron sera ainsi nommé. 
Les familles Camus et de Balmes vivaient à proximité l'une de l'autre à Lyon, dans le quartier du Change (quartier de l'actuel Musée Gadagne dont les Pierrevive ont été les premiers bâtisseurs et occupants).
À partir du début du XVIIe siècle, la succession des propriétaires du Petit Perron s’établit ainsi :
- (1618) Guillaume II de Balmes.
- (1648) Mathieu de Balmes.
- (1677) Justinien de Balmes.
- (1683) Margueritte Croppet.
- (1705) Jean-Claude de Camus
- (1708) Marguerite Constance de Camus
- (1711) Marguerite Constance de Camus, épouse de Michel de Rosset de la Martelière, conseiller au parlement.
- (1716) Marie Violet, épouse Blanc.
- (1743) Claude Jean François Blanc.
- (1744) Claudine Blanc.
- (1744) Antoine Fabre.
- (1748) Antoine Fabre fils.
- (1767) Antoine et Mathieu Grimaud.
- (1772) Antoine Grimaud.
- (1792) Marie Françoise Cliquot.
- (1799) Jean Meillan.
- (1807) Jean Flageolet.
- (1807) Pierrette Gingenne.
- (1842) François Germagnet.
- (1861) Mme Drion-Besson, veuve de François Germagnet.
- (1879) Jeanne Germagnet, épouse Mallet-Guy.
- (1898) Marie François Joseph Célestin, dit Francis Mallet-Guy.
- (1898) Marie-Madeleine Gonnard, qui effectue quelques travaux d’aménagement qui dénaturent un peu le style de la demeure.
- (1919) Pierre Perrin.
- (1927) Joseph Eugène Rochette.
- (1930) Joannès François Rivoire.
- (1980) Jean-Jacques Renaud, qui entreprend des travaux de restauration.
- (2006) Création de l’association Renaissance du Petit Perron[4].

## Architecture
Le château du Petit Perron est une construction toscane de style Renaissance. Il se compose de trois bâtiments principaux formant un « U » autour d’une petite cour (datés de 1530 à 1574) et comprend également, à l’angle nord est du domaine, un pavillon carré ainsi qu'une chapelle, adossée à façade sud du corps principal, qui a été rajoutée en 1748.
La façade extérieure de l’aile est comprend trois niveaux de galeries, l’une, de sept arcades au rez-de-chaussée, et les deux autres, de huit travées, au premier et au second étage. La balustrade en fonte qui relie les colonnes de la galerie supérieure a sans doute été restaurée au XIXe siècle. La façade intérieure de cette aile s’étage sur trois niveaux de loggia à deux arcades en anse de panier reliés par un escalier à vis.
Au rez-de-chaussée de l’aile est, on remarque une cuisine équipée d’une cheminée monumentale. On trouve également, dans différentes pièces de la demeure, des plafonds à la française, des décors peints et d’autres cheminées dont l’une porte les armes des Camus et de la famille Regnauld ( de gueules à la fasce d'argent accompagné de deux losanges d'or, 1 en chef et 1 en pointe.) D'après les recherches menées par Nathalie Mathian, l'étude historique récente et les analyses dendrochronologiques, l'ensemble du décor aurait été peint dans les années 1577-1581.

## Parc et jardins
Les jardins occupent les parties orientales et méridionales du domaine. On y découvre encore deux terrasses et des vestiges d’éléments de fortifications datant du XVIe siècle.
Le château du Petit Perron est ouvert à la visite sur demande, ainsi que lors de manifestations spécifiques.
Le domaine en totalité, murs de clôture et jardin compris, fait l’objet d’une inscription au titre des monuments historiques depuis le 25 septembre 2006.

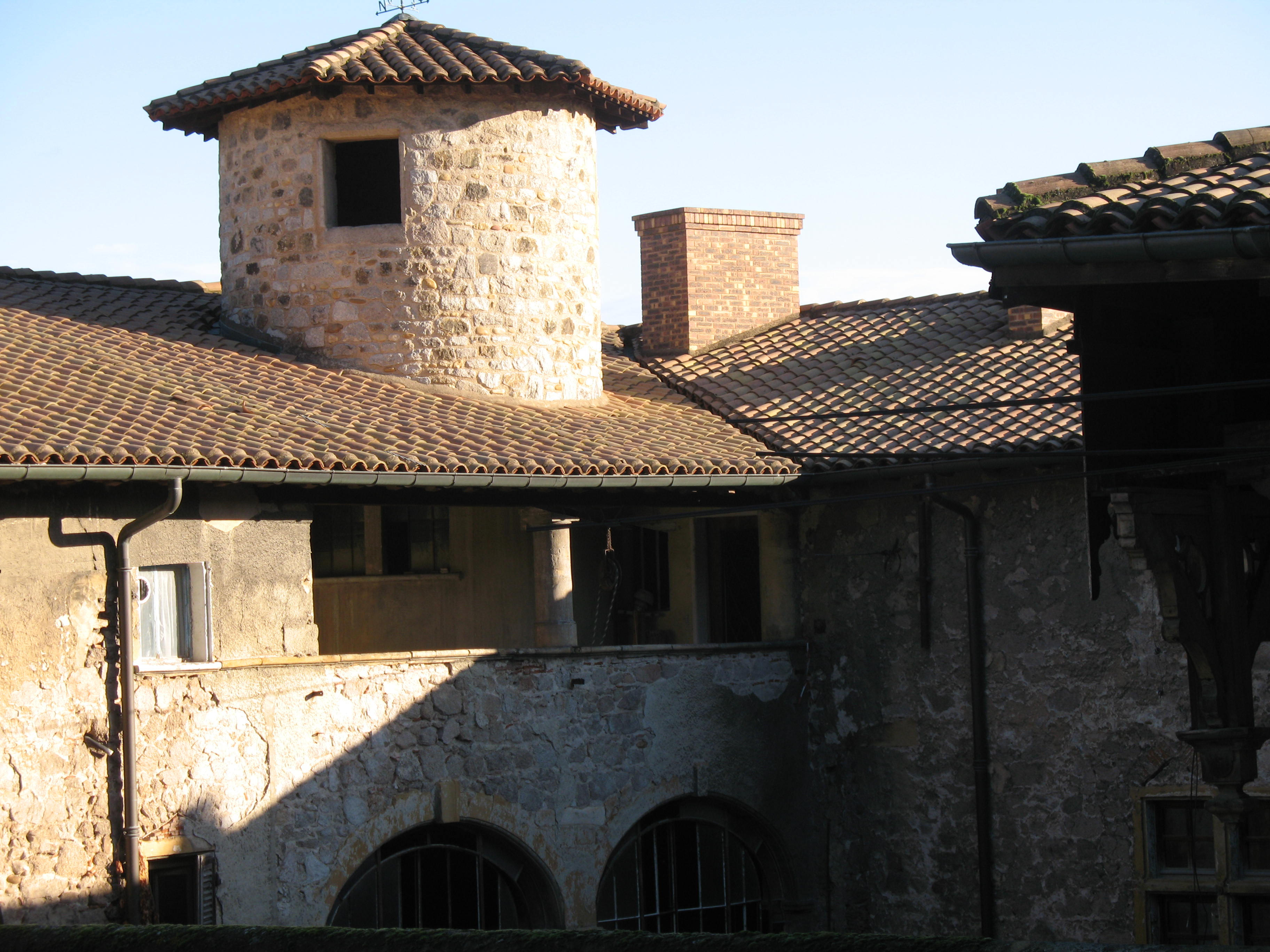
Cour intérieure
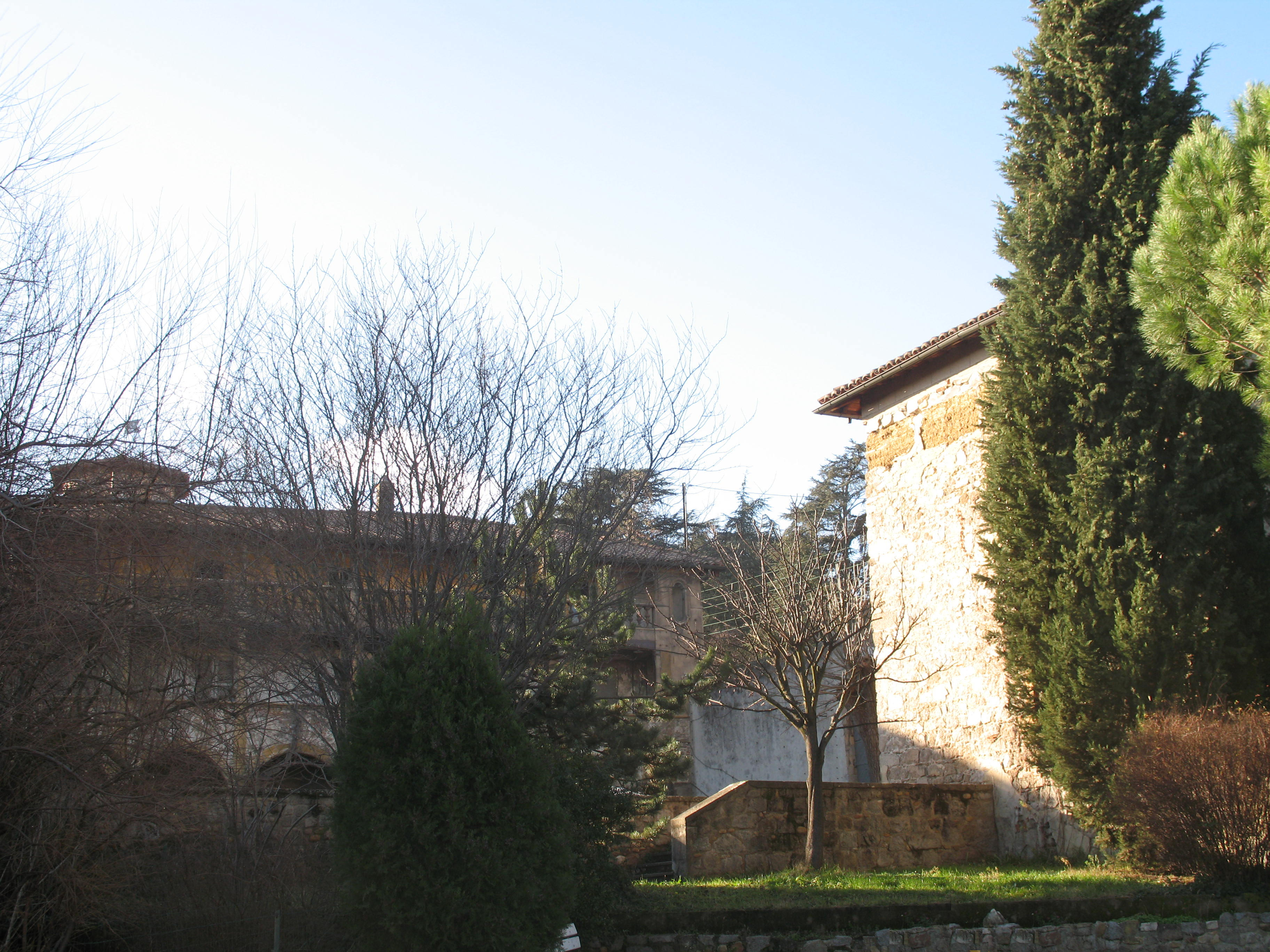
Pavillon nord est (à droite)
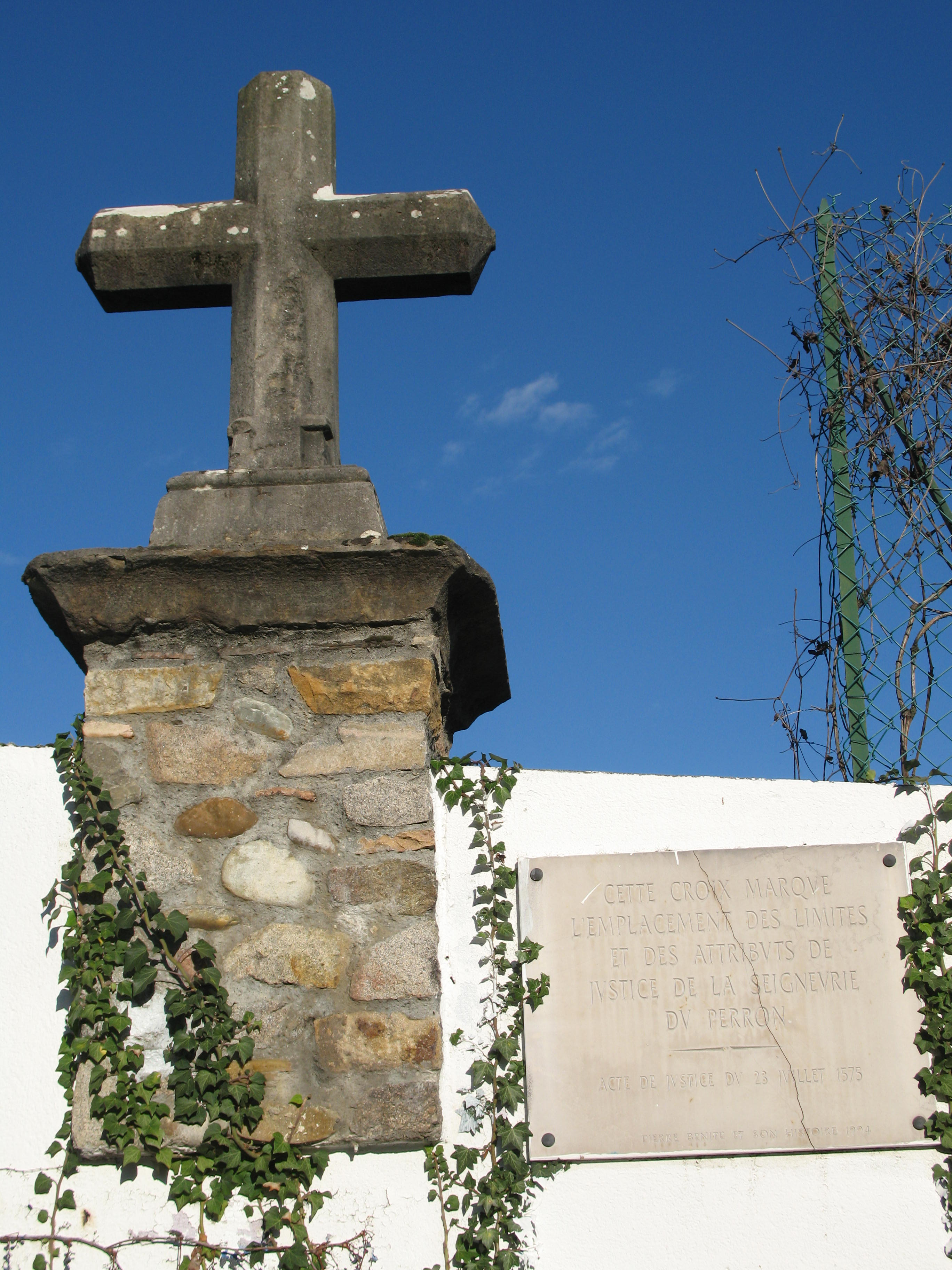
Croix de bornage de la seigneurie du Perron

## Armoiries
- Rosset de la Martelière : d'azur, à trois trèfles d’or
- Regnauld : de gueules à la fasce d'argent accompagné de deux losanges d'or, 1 en chef et 1 en pointe.